# Matra (Haute-Corse)
Pour les articles homonymes, voir Matra.
Matra est une commune française située dans la circonscription départementale de la Haute-Corse et le territoire de la collectivité de Corse. Elle appartient à l'ancienne piève de Serra.

## Urbanisme

### Typologie
Au 1er janvier 2024, Matra est catégorisée commune rurale à habitat très dispersé, selon la nouvelle grille communale de densité à sept niveaux définie par l'Insee en 2022.
Elle est située hors unité urbaine et hors attraction des villes,.

### Occupation des sols
L'occupation des sols de la commune, telle qu'elle ressort de la base de données européenne d’occupation biophysique des sols Corine Land Cover (CLC), est marquée par l'importance des forêts et milieux semi-naturels (99,9 % en 2018), une proportion identique à celle de 1990 (100 %). La répartition détaillée en 2018 est la suivante : 
forêts (59,2 %), milieux à végétation arbustive et/ou herbacée (35,7 %), espaces ouverts, sans ou avec peu de végétation (5 %). L'évolution de l’occupation des sols de la commune et de ses infrastructures peut être observée sur les différentes représentations cartographiques du territoire : la carte de Cassini (XVIIIe siècle), la carte d'état-major (1820-1866) et les cartes ou photos aériennes de l'IGN pour la période actuelle (1950 à aujourd'hui).

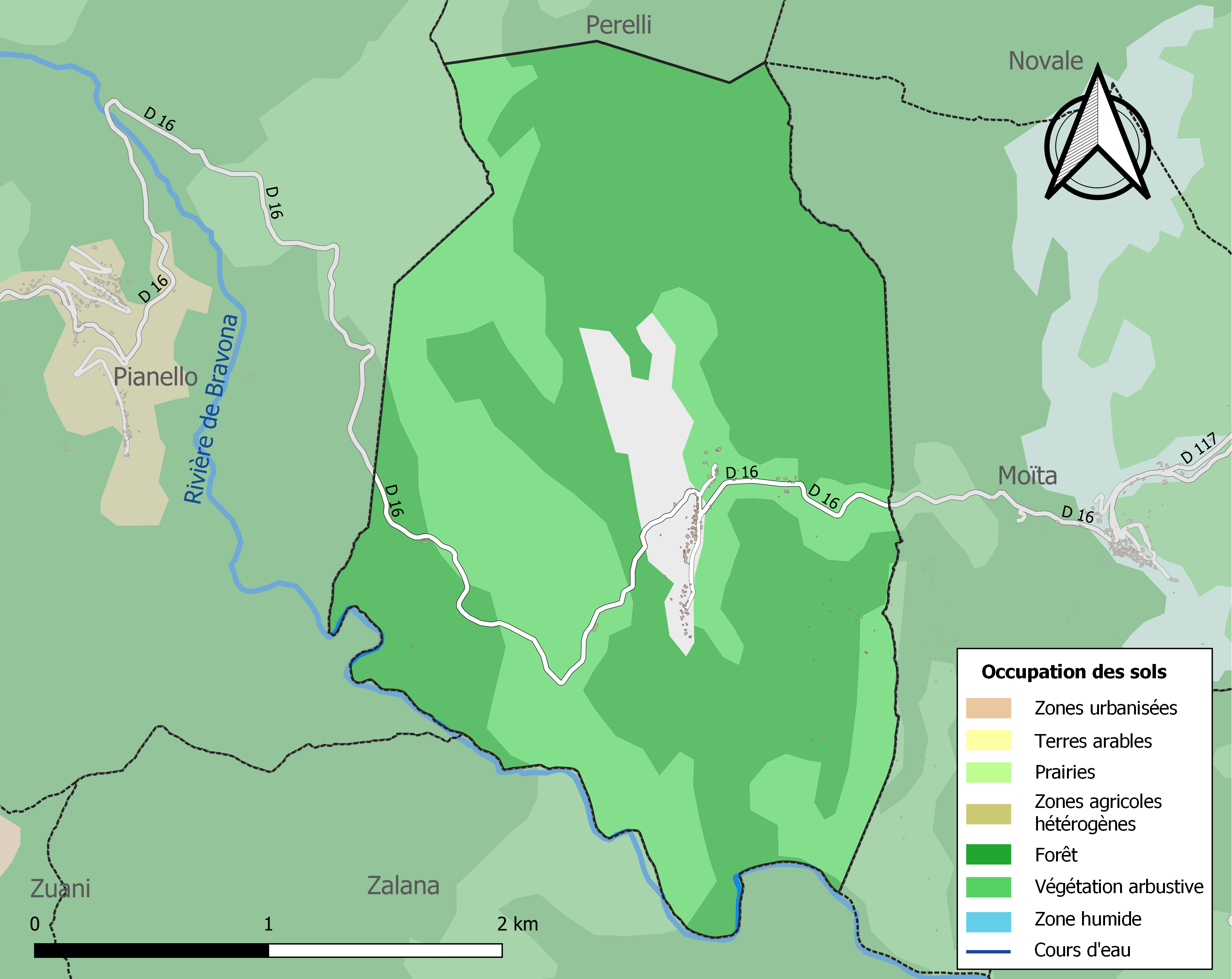
Carte des infrastructures et de l'occupation des sols de la commune en 2018 (CLC).

## Histoire
Une mine de réalgar (sulfure d'arsenic) est exploitée de 1903 à 1946. Sa production semble avoir été importante (70 % de la production française et 10 % de la production mondiale) jusque dans les années 1920, avant de devenir irrégulière et de décliner à partir de 1922. Au cours de la Première Guerre mondiale, la production est réservée à la fabrication de gaz de combat et elle atteint alors 2 000  à   2 500 tonnes de minerais marchand par an. Environ 400 ouvriers ont été employés, dont de nombreux étrangers.

## Politique et administration
| Période   | Période  | Identité        | Étiquette | Qualité        |
| --------- | -------- | --------------- | --------- | -------------- |
| mars 2008 | mai 2020 | François BALDI  | DVD       | Retraité       |
| mai 2020  | En cours | Michel PALMIERI | SE        | Anciens cadres |

## Démographie
L'évolution du nombre d'habitants est connue à travers les recensements de la population effectués dans la commune depuis 1800. Pour les communes de moins de 10 000 habitants, une enquête de recensement portant sur toute la population est réalisée tous les cinq ans, les populations de référence des années intermédiaires étant quant à elles estimées par interpolation ou extrapolation. Pour la commune, le premier recensement exhaustif entrant dans le cadre du nouveau dispositif a été réalisé en 2008.

En 2022, la commune comptait 52 habitants, en évolution de +23,81 % par rapport à 2016 (Haute-Corse : +5,15 %, France hors Mayotte : +2,11 %).
| 1800 | 1806 | 1821 | 1831 | 1836 | 1841 | 1846 | 1851 | 1856 |
| ---- | ---- | ---- | ---- | ---- | ---- | ---- | ---- | ---- |
| 228  | 247  | 221  | 265  | 282  | 300  | 277  | 315  | 253  |

| 1861 | 1866 | 1872 | 1876 | 1881 | 1886 | 1891 | 1896 | 1901 |
| ---- | ---- | ---- | ---- | ---- | ---- | ---- | ---- | ---- |
| 297  | 250  | 276  | 273  | 293  | 330  | 341  | 266  | 311  |

| 1906 | 1911 | 1921 | 1926 | 1931 | 1936 | 1946 | 1954 | 1962 |
| ---- | ---- | ---- | ---- | ---- | ---- | ---- | ---- | ---- |
| 251  | 387  | 361  | 363  | 361  | 402  | 173  | 166  | 98   |

| 1968 | 1975 | 1982 | 1990 | 1999 | 2006 | 2008 | 2013 | 2018 |
| ---- | ---- | ---- | ---- | ---- | ---- | ---- | ---- | ---- |
| 62   | 72   | 73   | 63   | 43   | 49   | 51   | 40   | 46   |

| 2022 | - | - | - | - | - | - | - | - |
| ---- | - | - | - | - | - | - | - | - |
| 52   | - | - | - | - | - | - | - | - |

## Lieux et monuments
- Église Saint-Bernardin de Matra